# KT테크 테이크 UI
KT테크 테이크 UI는 KT테크의 스마트폰 제품군인 테이크 시리즈에 채택된 UI이다.

## 특징
KT테크에서 설계한 휴대폰 스마트볼에서는 KT테크의 테이크 UI가 적용되지 않았다.

### 1세대 단말기 (테이크1, 테이크 2)
안드로이드 OS 2.2 기반의 UI이다. 첫 제품인 테이크부터 잠금화면에서 전화, 문자메시지, 뮤직플레이어 등을 빠르게 실행할 수 있는 잠금화면을 지원했다. 또한 독자적인 위젯들을 다수 보유하고 있었다. 앱 서랍은 가로 스크롤 방식이지만 터치위즈와는 달리 아래 독바가 앱 서랍에 나타나지 않는다. 터치위즈처럼 상단 알림창을 내렸을 때 빠른 설정이 가능하다.
- 적용 단말기
  - 테이크 1
  - 테이크 2

### 2세대 단말기 (테이크 야누스, 테이크 타키, 테이크 HD)
안드로이드 OS 2.3 기반의 UI이다. 홈 화면의 왼쪽 끝으로 스크롤하면 간편한 갤러리 형태의 미디어 월(Media Wall)이 열리고, 오른쪽 끝으로 스크롤하면 빠르게 업데이트되는 정보를 검색할 수 있는 투데이월(Today Wall)이 열린다. 또한 인터넷 실행시 듀얼 스크린으로 화면을 분할해서 다른 앱을 사용할 수 있다. 옵티머스 UI보다 먼저 아이콘을 변경하는 기능을 도입했다. 앱 하나하나를 개별적으로 잠글 수 있는 기능도 도입되었다. 홈 버튼을 길게 눌러 최근 실행 앱 목록을 실행하면 현재 실행하는 앱을 쉽게 확인할 수 있는 기능을 OS 4.0 전에 도입했다.
- 적용 단말기
  - 테이크 야누스
  - 테이크 타키
  - 테이크 HD

### 3세대 단말기 (테이크 핏, 테이크 LTE)
안드로이드 OS 4.0 기반의 UI이다. 텍스트 기반의 타이포홈이 추가되었다. 또한 자주 사용하는 앱을 정렬하는 기능인 Favorite App 기능도 추가되었다.
- 적용 단말기
  - 테이크 핏
  - 테이크 LTE
  - 테이크 야누스[4]
  - 테이크 타키[4]
  - 테이크 HD[4]

## 같이 보기
- KT테크
- 다른 안드로이드 기기 제조사들의 UI
  - 삼성 터치위즈
  - HTC 센스
  - 모토블러 - 모토로라
  - 소니 레이첼 UI
  - 델 스테이지 UI
  - LG 옵티머스 UI
  - 팬택 플럭스
  - 샤프 필 UX
  - 화웨이 이모션 UI
  - MIUI
  - NTT도코모 팔레트 UI